# Jay Bentley
Jay Bentley, född 6 juni 1964 i Wichita, Kansas, är en amerikansk musiker, känd som basist i punkrockbandet Bad Religion.
Bentley spelade med Bad Religion från bildandet 1979. Han lämnade bandet 1982 men återkom 1986 och har varit medlem sedan dess. Han har även spelat med grupper som Wasted Youth, T.S.O.L och Circle Jerks.